# 요시노 이발관
요시노 이발관(일본어: バーバー吉野, 영어: Yoshino's Barber Shop)은 일본의 오기가미 나오코 감독이 만든 영화이다. 어느 지방의 풍습을 소재로 다루었다.

## 줄거리
모두가 서로를 알고 있는 작은 바닷가 마을에는 이상한 전통이 전해져 오고 있다. 소년들이 나이와 상관없이 이발사 요시노로부터 바가지 머리를 하고 있다는 것이다. 그러던 어느 날, 대도시로부터 염색까지 한 헤어스타일의 학생이 전학을 오게 된다. 이발사 요시노는 새 전학생의 머리도 다른 아이들처럼 하려고 한다. 

## 출연

### 주연
- 모타이 마사코
- 아사노 카즈유키
- 이시다 호시
- 요네다 료
- 사쿠라이 센리

### 조연
- 미야오 시노스케

## 기타
- 라인프로듀서: 이케하라 켄